# 富爾雄港 (路易斯安那州)
富爾雄港（英語：Port Fourchon）是位於美國路易斯安那州拉福什堂區的一個非建制地區。

## 地理
富爾雄港所處的海拔為高於海平面0.3米（即1英呎），而該地所採用的時區為UTC-6，即北美中部時區（CST）。同時該地設有夏令時間，為UTC-6調快一小時，即UTC-5（CDT）。